# Piazza Dante
A Piazza Dante Nápoly egyik tere. Nevét a híres költőről Dante Alighieri-ről kapta. A teret a 19. században Tito Angelini által készített szobra uralja. Régen Largo del Mercatello (Piactér) néven ismerték. 1765-ben Foro Carolina névre keresztelték a nápolyi király feleségének tiszteletére. A teret Luigi Vanvitelli alakította át. A nevéhez fűződik a félköríves elhelyezkedésű oszlopok és szobrok kialakítása. 